# Salomón Quihuis
Salomón Quihuis är en ort i Mexiko.   Den ligger i kommunen Caborca och delstaten Sonora, i den nordvästra delen av landet, 1 800 km nordväst om huvudstaden Mexico City. Salomón Quihuis ligger 226 meter över havet och antalet invånare är 152.
Terrängen runt Salomón Quihuis är platt. Runt Salomón Quihuis är det mycket glesbefolkat, med 6 invånare per kvadratkilometer. Närmaste större samhälle är Heroica Caborca, 18,1 km nordost om Salomón Quihuis. Omgivningarna runt Salomón Quihuis är i huvudsak ett öppet busklandskap.